# Ариф Хикмет-бей
Ахмет Ариф Хикмет Бей Эфенди (тур. Arif Hikmet Bey; 1786, Стамбул, Османская империя —  22 марта 1859, там же) — турецкий государственный деятель, османский шейх аль-ислам (1846—1854), муфтий, османский учёный-богослов и исламский шейх, поэт.

## Биография
Полное имя — Сейед Хаджи Ахмед Ариф Хикмат Эфенди. Сын войскового судьи (кадиаскера) при султане Селиме III. Его прадед и дед также были государственными деятелями и дослужились до постов министра.
Получив образование, поступил в сословие улемов и, пользуясь любовью магометанского населения за свою строгую религиозность, был назначен муфтием в 1846 г. после смерти муфтия Меккизаде. Направив свою деятельность на восстановление старотурецкого строя в Порте и не сочувствуя её европейским тенденциям, в 1854 г. был смещён, когда усилилось европейское влияние.
Один из самых видных поэтов периода правления Махмуда II.
Автор ряда диванов.
Свою богатую библиотеку в 12000 рукописей пожертвовал в святыню Мекки.